# Ani de pelerinaj

Ani de pelerinaj (Années de pèlerinage) este un set de trei suite pentru pian compuse de Franz Liszt. O mare parte a acestor suite este derivată din munca sa precedentă, "Albumul unui călător" (Album d'un voyageur), prima sa mare piesă publicată pentru pian, care a fost compusă între anii 1835–1838 și publicată în anul 1842. Ani de pelerinaj (Années de pèlerinage) este considerată opera unui maestru și totodată o însumare a stilurilor muzicale ale lui Liszt. Al treilea volum este un bun exemplu al stilului său de la bătrânețe. Compus la mult timp după primele două volume, el expune mai puțină virtuozitate și mai multă experiență armonică.

## Titlul
Titlu Ani de pelerinaj (Années de pèlerinage) face referire la faimoasa nuvelă a lui Goethe, Ucenicia lui Wilhelm Meister, și în special la contiuarea acesteia: Anii de Călătorie a lui Wilhelm Meister. Liszt își alineză operele sale cu literatura romantică a vremii lui, începând cele mai multe lucrări cu un pasaj din litaratură de la scriitori precum Schiller, Byron sau Senancour, iar ca o introducere pentru operele sale el spunea:
„Deoarece nu de demult am călătorit în multe țări noi, prin diferite situații și locuri consacrate de istorie și poezie; simțind natura iar priveliștile care o acompaniau nu au trecut prin fața ochilor mei ca niște imagini fără rost, ci au creat emoții adânci în sufletul meu, între noi creeându-se de la sine o relație vagă dar imediată, un raport nedefinit dar real, o comunicare neexplicabilă dar existentă, am încercat prin muzica mea să exprim câteva din cele mai puternice senzații și impresii trăite.”

## Suitele

### Primul an: Elveția
”Primul an: Elveția”, S.160, a fost publicată în anul 1855. Compusă între anii 1848 si 1854, cele mai multe piese (Nos. 1, 2, 3, 4, 6, 8 și 9) sunt revizuiri din ”Albumul unui călător: Partea 1: Impresii si poezii”. ”La lacul Wallenstadt”(No. 2) si ”Pe lângă primăvară”(No. 4) au primit doar mici corecturi, pe când ”Capela William Tell”(No. 1), ”Valea Obermann”(No. 6), și în special ”Clopotele de la Geneva”(No. 9) au fost mai mult rescrise decât revizuite. ”Eglogă”(No. 7) a fost publicată separat, iar ”Furtună”(No. 5) a fost inclusă în versiunea finală a ciclului.
1. ”Capela lui William Tell” în Do major – pentru această descriere a luptei elvețienilor pentru libertate, Liszt alege un motto din Schiller ca și titlu: ”Toți pentru unul – unul pentru toți”. Un pasaj nobil, lent începe piesa, urmat de melodia principală a luptătorilor pentru libertate. Un bucium îndemnă trupele, scurgându-se în văi, și amestecându-se cu sunetele eroice de luptă.
2. ”La lacul Wallenstadt” în La ♭ major – Liszt preia din opera lui Byron, ”Pelerinajul lui Childe Harold”.
3. Pastorală în Mi major.
4. ”Pe lângă primăvară” în La ♭ major – Liszt preia din opera lui Schiller: ”În șoapta calmă începe joaca naturii tinere”.
5. ”Furtună” în Do major – Liszt preia din nou din opera lui Byron, ”Pelerinajul lui Childe Harold”.
6. ”Valea lui Obermann” în Mi minor – inspirată din nuvela lui Senacour cu accelași titlu, care se desfășoară in Elveția, cu un erou copleșit si confuz de natură, suferind de plictiseală și dor, ajunge într-un final la concluzia că doar sentimentele noastre sunt adevărate. Titlurile includ părți din ”Pelerinajul lui Childe Harold” de Byron(””), iar doua fiind din opera lui Senacour, ”Valea lui Obermann”, care include și întrebările cruciale : ”Ce doresc? Cine sunt? Ce doresc de la natură?”.
7. Eglogă în La ♭ major – Liszt preia din nou din opera lui Byron, ”Pelerinajul lui Childe Harold”.
8. ”Dor de casa” în Mi minor.
9. ”Ceasurile de la Geneva: Nocturn” în Si major – Liszt preia din nou din Byron, ”Pelerinajul lui Childe Harold”.

### Al doilea an: Italia
”Al doilea an: Italia”, S.161, a fost compusă între anii 1837 si 1849 si publicată în 1858 de către Schott. Nos. 4, 5 și 6 sunt revizuiri ale ”Trei sonete ale lui Petrarch”, care a fost compusă între 1839 – 1846 si publicată în 1846.
1. ”Căsătorie” în Mi major
2. ”Gânditorul” în Do ♯ minor
3. ”Canțoneta Salvatorului Rosa” în La major
4. Sonata 47 a lui Petrarch în Si ♭ major
5. Sonata 104 a lui Petrarch în Mi major
6. Sonata 123 a lui Petrarch în La ♭ major
7. ”După o lectură de Dante: Fantasia Quasi Sonata” în Re minor

### Al treilea an
”Al treilea an”, S.163, a fost publicată în 1883; Nos. 1- 4 și 7 au fost compuse în 1877 iar No. 5 în 1872 iar No. 6 în 1867.
1. ”Angelus! Rugăciune pentru îngerii păzitori” în Mi major – dedicată Danielei von Bulow, nepoata lui Liszt, prima fată a lui Hans von Bulow și Cosima Liszt și soție a istoricului Henry Thode. A fost scrisă pentru pian și melodeon, sau un instrument care le combină pe ambele deoarece Liszt a scris pe manuscrisul său ”pian-melodeon”.
2. ”La chiparoșii Villei d’Este I: cântec de jale” în Sol minor
3. ”La chiparoșii Villei d’Este II: cântec de jale” în Mi minor – Villa d’Este descrisă în aceste două cântece de jale se află în Tivoli, lângă Roma. Este foimoasă pentru chiparoșii și fântânile sale.
4. ”Fântânile Villei d’Este” în Fa ♯ major – deasupra melodiiei Liszt avea următoare inscripție: ”Dar apa pe care i-o voi da v-a deveni în el o fântână de apă care v-a izvorî în viață eternă” (Evanghelia după Ioan).
5. ”Sunt lacrimi pentru lucruri/În modul unguresc” în La minor – Dedicată lui Hans Von Bulow.
6. ”Mars funerar, În memoria Împăratului Maximilian al Mexicului” în Fa minor.
7. ”Deschidetivă inimile” în Mi major.

## Înregistrări
Au fost foarte multe înregistrării ale suitelor, atât în formă completă cât și incompletă.
| An               | Pianist           | Secțiune                                                                  | Etichetă și număr                                                 |
| ---------------- | ----------------- | ------------------------------------------------------------------------- | ----------------------------------------------------------------- |
| 1928, 1937, 1928 | Claudio Arrau     | Incomplete                                                                |                                                                   |
| 1939             | Béla Bartók       | Sursum Corda (3e année)                                                   |                                                                   |
| 1947             | Vladimir Horowitz | Au bord d'une source (1ere année)                                         | RCA Victor Red Seal                                               |
| 1947             | Dinu Lipatti      | Sonetto 104 del Petrarca (2e année)                                       | EMI CZS 767163 2                                                  |
| 1950             | Wilhelm Kempff    | 3 pieces from 1ere année, 5 pieces from 2e année, 1 piece from Supplement | Decca / London, once issued on Great Pianists of the 20th Century |
| 1951             | Vladimir Horowitz | Sonetto 104 del Petrarca (2e année)                                       | RCA Victor Red Seal                                               |
| 1969             | Claudio Arrau     | Incomplete                                                                | Philips Classics                                                  |
| 1973             | Jerome Rose       | Complete                                                                  | Vox CD3X 3004                                                     |
| 1974             | Wilhelm Kempff    | 2e année: Italie (minus Dante Sonata) & Gondoliera from Supplement        | Deutsche Grammophon                                               |
| 1975             | Vladimir Horowitz | Au bord d'une source (1ere année)                                         | RCA Victor Red Seal 82876 50754 2                                 |
| 1977             | Lazar Berman      | Complete                                                                  | Deutsche Grammophon DGG 4372062                                   |
| 1980             | Alfred Brendel    | 3e année: Italie (3 pieces: No. 2, No. 4, No. 5)                          | Philips Classics 9500 775                                         |
| 1986             | Zoltán Kocsis     | 3e année: Italie                                                          | Philips Classics 462312-2                                         |
| 1986             | Alfred Brendel    | 1ere année: Suisse                                                        | Philips Classics 462312-2                                         |
| 1986             | Alfred Brendel    | 2e année: Italie                                                          | Philips Classics 462312-2                                         |
| 1986             | Tamás Vásáry      | 2e année: Italie                                                          | BBC music Magazine                                                |
| 1989, 1984, 1983 | Claudio Arrau     | Incomplete                                                                | Philips Classics                                                  |
| 1989             | Jeffrey Swann     | Complete                                                                  | Akademia Records                                                  |
| 1989             | Roberto Poli      | 2e année: Italie                                                          | OnClassical                                                       |
| 1990             | Jorge Bolet       | 2e année: Italie                                                          | Decca / London ASIN: B00000E2MO                                   |
| 1990             | Jorge Bolet       | 1e année: Suisse                                                          | Decca / London ASIN: B00000E2MN                                   |
| 1990             | Alan Marks        | Annees de Pelerinage, Vol. 2                                              | Nimbus Records                                                    |
| 1991             | Louis Lortie      | 2e année: Italie                                                          | Chandos Records                                                   |
| 1992             | Jenő Jandó        | Annees de Pelerinage, Vol. 1                                              | Naxos Records 8.550548                                            |
| 1992             | Jenő Jandó        | Annees de Pelerinage, Vol. 2                                              | Naxos Records 8.550549                                            |
| 1992             | Jenő Jandó        | Annees de Pelerinage, Vol. 3                                              | Naxos Records 8.550550                                            |
| 1995, 1996, 1990 | Leslie Howard     | Complete                                                                  | Hyperion Records                                                  |
| 2001             | Frederic Chiu     | Italie, Venezia e Napoli                                                  | Harmonia Mundi                                                    |
| 2001, 2003, 2005 | Ksenia Nosikova   | Complete                                                                  | Centaur Records                                                   |
| 2003             | Aldo Ciccolini    | Complete                                                                  | EMI Classics 5851772                                              |
| 2003             | Yoram Ish-Hurwitz | 2e année: Italie                                                          | Turtle Records                                                    |
| 2004             | Yoram Ish-Hurwitz | 1ere année: Suisse                                                        | Turtle Records                                                    |
| 2004             | Yoram Ish-Hurwitz | 3e année                                                                  | Turtle Records                                                    |
| 2004             | Nicholas Angelich | Complete                                                                  | MIRARE                                                            |
| 2005             | Stephen Hough     | 1ere année: Suisse                                                        | Hyperion Records                                                  |
| 2008             | Daniel Grimwood   | Complete but without Venezia e Napoli, S.162                              | sfz music SFZM0208                                                |
| 2010             | Louis Lortie      | Complete                                                                  | Chandos Records CHAN10662(2)                                      |
| 2010, 2011       | Michael Korstick  | Complete                                                                  | CPO 777 478-2                                                     |
| 2011             | Julian Gorus      | Complete                                                                  | Hänssler Classic 98.627                                           |
| 2011             | Alexander Krichel | 2e année: Italie                                                          | Telos Music                                                       |
| 2011             | Bertrand Chamayou | Complete                                                                  | Naive                                                             |
| 2011             | Seung-Yeun Huh    | Complete but without Venezia e Napoli, S.162                              | Ars Musici 232406                                                 |
| 2012             | Sinae Lee         | Complete                                                                  | Nimbus Records N16202                                             |
| 2012             | Costantino Catena | Venezia e Napoli                                                          | Camerata Tokyo CMCD-15133-4                                       |
| 2013             | Alexei Grynyuk    | Sonetti del Petrarca Complete Sonetti (2e année)                          | Orchid Classics ORC100031                                         |
| 2014             | Simone Jennarelli | 1e année: Suisse                                                          | CDBaby / SmartCgArt 889211196166                                  |